# Web Map Tile Service
 (février 2013).
Sa qualité peut être largement améliorée en utilisant un vocabulaire plus directement compréhensible.
 (février 2013).
Si vous disposez d'ouvrages ou d'articles de référence ou si vous connaissez des sites web de qualité traitant du thème abordé ici, merci de compléter l'article en donnant les références utiles à sa vérifiabilité et en les liant à la section « Notes et références ».
Web Tile Map Service (ou WMTS) est un service web standard défini par l'Open Geospatial Consortium (OGC) qui permet d'obtenir des cartes géoréférencées tuilées à partir d'un serveur de données sur le réseau. Ce service est comparable au Web Map Service (WMS) mais tandis que le WMS permet de faire des requêtes complexes (dont la reprojection ou la symbolisation de données vecteur) nécessitant une certaine puissance de calcul côté serveur, le WMTS met l'accent sur la performance et ne permet de requêter que des images pré-calculées (tuiles) appartenant à des dallages prédéfinis.
Cela permet aux utilisateurs de construire des cartes interactives en ligne avec une bonne réactivité des interactions homme-machine (IHM). Ce standard étant récent[Quand ?] et orienté web, encore peu de systèmes d'information géographique (SIG) sont capables d'exploiter les flux WMTS.